# Coppa della Federazione calcistica del Kuwait
La Kuwait Federation Cup è una competizione calcistica del Kuwait che si svolge annualmente.
La prima edizione della competizione si è svolta nel 2008. L'attuale detentore del titolo e l'Al Kuwait Kaifan.

## Albo d'oro
- 2008 :  Al-Qadisiya
- 2008-09 :  Al-Qadisiya
- 2009-10:  Kuwait SC
- 2010-11:  Al-Qadisiya
- 2011-12:  Kuwait SC